# Ezgjan Alioszki
Ezgjan Alioszki (macedónul: Езѓан Алиоски; Prilep, 1992. február 12. –) macedón válogatott labdarúgó, a Lugano játékosa.

## Pályafutása

### Klubcsapatokban
A Young Boys akadémiáján nevelkedett, majd a tartalék csapat tagja lett. 2013 és 2016 között a Schaffhausen csapatát erősítette. 2016 januárjában kölcsönbe került a Lugano csapatához. Júniusban véglegesen szerződtették kétévre. 2017. július 13-án az angol másodosztályú Leeds United szerződtette. Augusztus 6-án mutatkozott be a bajnokságban a Bolton Wanderers ellen 3–2-re megnyert találkozón. Augusztus 26-án megszerezte első bajnoki gólját a Nottingham Forest ellen 2–0-ra megnyert mérkőzésen. A 2019–20-as szezonban megnyerték a bajnokságot és feljutottak az élvonalba. 2020. szeptember 19-én mutatkozott be a Premier League-be a Fulham ellen. December 16-án első angol élvonalbeli gólját szerezte meg a Newcastle United ellen. 2021. július 29-én a szaúdi el-Áhlí szerződtette. 2022. augusztus 2-án egy szezonra kölcsönbe került a török Fenerbahçe csapatához. 2025. június 21-én jelentették be, hogy visszatért a Lugano csapatához, amellyel kétéves szerződést írt alá.

### A válogatottban
Többszörös macedón korosztályos válogatott, annak ellenére, hogy albán felmenőkkel is rendelkezik. Egyéves volt amikor családjával Svájcba költöztek. 2013. október 11-én mutatkozott be a felnőtt válogatottban Wales elleni 2014-es labdarúgó-világbajnokság-selejtező mérkőzésén. 2016. szeptember 5-én megszerezte első válogatott gólját Albánia ellen 2–1-re elvesztett találkozón. 2021 májusában bekerült az Európa-bajnokságra utazó keretbe. Ukrajna ellen 2–1-re elvesztett csoportmérkőzésen gólt szerzett.

## Statisztika

### Klub
2023. április 29-i állapotnak megfelelően.
| Klub                 | Szezon   | Bajnokság                  | Bajnokság | Bajnokság | Kupa  | Kupa  | Ligakupa | Ligakupa | Nemzetközi | Nemzetközi | Összesen | Összesen |
| Klub                 | Szezon   | Bajnokság                  | Mérk.     | Gólok     | Mérk. | Gólok | Mérk.    | Gólok    | Mérk.      | Gólok      | Mérk.    | Gólok    |
| -------------------- | -------- | -------------------------- | --------- | --------- | ----- | ----- | -------- | -------- | ---------- | ---------- | -------- | -------- |
| Young Boys II        | 2010–11  | 1.Liga                     | 22        | 0         | —     | —     | —        | —        | —          | —          | 22       | 2        |
| Young Boys II        | 2011–12  | 1.Liga                     | 24        | 2         | —     | —     | —        | —        | —          | —          | 24       | 2        |
| Young Boys II        | 2012–13  | 1.Liga                     | 11        | 2         | —     | —     | —        | —        | —          | —          | 11       | 2        |
| Young Boys II        | Összesen | Összesen                   | 57        | 4         | 0     | 0     | 0        | 0        | 0          | 0          | 57       | 4        |
| Young Boys           | 2012–13  | Swiss Super League         | 0         | 0         | 0     | 0     | —        | —        | —          | —          | 0        | 0        |
| Young Boys           | Összesen | Összesen                   | 0         | 0         | 0     | 0     | 0        | 0        | 0          | 0          | 0        | 0        |
| Schaffhausen         | 2013–14  | Swiss Challenge League     | 26        | 2         | 1     | 0     | —        | —        | —          | —          | 27       | 2        |
| Schaffhausen         | 2014–15  | Swiss Challenge League     | 35        | 2         | 1     | 0     | —        | —        | —          | —          | 36       | 2        |
| Schaffhausen         | 2015–16  | Swiss Challenge League     | 16        | 0         | 1     | 0     | —        | —        | —          | —          | 17       | 0        |
| Schaffhausen         | Összesen | Összesen                   | 77        | 4         | 3     | 0     | 0        | 0        | 0          | 0          | 80       | 4        |
| Lugano               | 2015–16  | Swiss Super League         | 16        | 3         | 2     | 0     | —        | —        | —          | —          | 18       | 3        |
| Lugano               | 2016–17  | Swiss Super League         | 34        | 16        | 1     | 0     | —        | —        | —          | —          | 35       | 16       |
| Lugano               | Összesen | Összesen                   | 50        | 19        | 3     | 0     | 0        | 0        | 0          | 0          | 53       | 19       |
| Leeds United         | 2017–18  | Championship               | 42        | 7         | 0     | 0     | 3        | 0        | —          | —          | 45       | 7        |
| Leeds United         | 2018–19  | Championship               | 44        | 7         | 1     | 0     | 2        | 0        | —          | —          | 47       | 7        |
| Leeds United         | 2019–20  | Championship               | 39        | 5         | 1     | 0     | 1        | 0        | —          | —          | 41       | 5        |
| Leeds United         | 2020–21  | Premier League             | 36        | 2         | 0     | 0     | 1        | 1        | —          | —          | 37       | 3        |
| Leeds United         | Összesen | Összesen                   | 161       | 21        | 2     | 0     | 7        | 1        | 0          | 0          | 170      | 22       |
| el-Áhlí              | 2021–22  | Szaúdi Professional League | 28        | 6         | 2     | 0     | —        | —        | —          | —          | 30       | 6        |
| el-Áhlí              | Összesen | Összesen                   | 28        | 6         | 2     | 0     | 0        | 0        | 0          | 0          | 30       | 6        |
| Fenerbahçe (kölcsön) | 2022–23  | Süper Lig                  | 17        | 1         | 1     | 0     | —        | —        | 8          | 0          | 26       | 1        |
| Fenerbahçe (kölcsön) | Összesen | Összesen                   | 17        | 1         | 1     | 0     | 0        | 0        | 8          | 0          | 26       | 1        |
| Összesen             | Összesen | Összesen                   | 387       | 55        | 11    | 0     | 7        | 1        | 8          | 0          | 413      | 56       |

### Válogatott
2023. június 19-i állapotnak megfelelően.
| Macedónia | Macedónia       | Macedónia |
| Év        | Pályára lépések | Gólok     |
| --------- | --------------- | --------- |
| 2013      | 2               | 0         |
| 2014      | 4               | 0         |
| 2015      | 0               | 0         |
| 2016      | 4               | 1         |
| 2017      | 8               | 0         |
| 2018      | 7               | 3         |
| 2019      | 8               | 1         |
| 2020      | 6               | 2         |
| 2021      | 15              | 5         |
| 2022      | 9               | 0         |
| 2023      | 4               | 0         |
| Összesen  | 67              | 12        |

## Sikerei, díjai
- Leeds United
  - EFL Championship: 2019–20[18]

- Fenerbahçe
  - Török kupa: 2022–23

- el-Áhlí
  - AFC-bajnokok ligája: 2024–25